# Estación Berisso
La Estación Berisso era la primera estación del ramal de 1896 del Ferrocarril Puerto-Los Talas que se extendía desde el Puerto La Plata hasta las canteras de Los Talas. 

## Historia
Esta estación se encontraba al frente de los saladeros (actual Centro Cívico). La estación era parte del ramal de 1896, cual se extendía sobre la Av. Montevideo. 

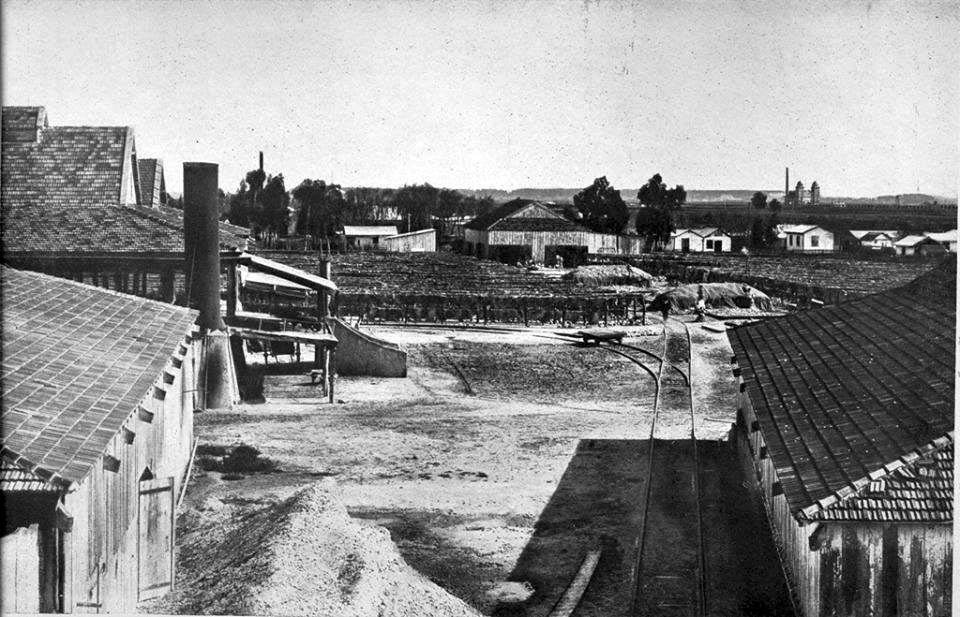
vista del Saladero San Juan de Juan y vías del Ferrocarril, Berisso, año 1910

De esta estación tenía un empalme al Saladero San Juan y a la Hilandería y para así poder transportar sus producciones.
El ferrocarril fue levantado en 1915, lo único que se ha conservado, es un puente/alcantarilla y la Casa Martins en canal Mena.